# FC Nordsjælland
 Der er for få eller ingen kildehenvisninger i denne artikel, hvilket er et problem. Du kan hjælpe ved at angive troværdige kilder til de påstande, som fremføres i artiklen.

 Denne artikel omhandler herreholdet. For kvindeholdet, se FC Nordsjælland (kvinder).
FC Nordsjælland er en dansk professionel fodboldklub fra den nordsjællandske by Farum. Klubben spiller i Danmarksturneringens bedste række Superligaen og har hjemmebane på Right to Dream Park i Furesø Kommune. FC Nordsjælland vandt det danske mesterskab for første, og eneste, gang i 2011/2012. Dermed betegner den lille figur over logoet ikke noget i forhold til antallet af mesterskaber, som andre klubber, der har en stjerne over logoet, hvilket betegner mindst 5 mesterskaber.
Klubben har siden 15. december 2015 været ejet af den britiske investorgruppe Pathway Group. Den nuværende cheftræner er Jens Fønsskov Olsen.
Klubbens maskot er tigeren Timba.

## Historie

### Farum BK i Superligaen
Klubbens moderklub er Farum Boldklub og blev stiftet i 1992 ved at fusionere byens to fodboldklubber Farum IK og Stavnsholt Boldklub, bl.a. på initiativ af Farum kommunes daværende borgmester Peter Brixtofte, der også i en periode var formand for klubben. Farum Boldklub rykkede op gennem rækkerne i Danmarksturneringen, bl.a. takket være kommunal støtte. Peter Brixtofte blev senere dømt for ulovligt at have kanaliseret kommunale midler over i klubben.
I sæsonen 2001/2002 rykkede Farum BK op i Superligaen og vandt året efter bronze i klubbens første sæson i den bedste række, hvor den ukonventionelle træner Christian Andersen stod i spidsen for holdet. Med profiler som klublegenden Thomas Andreasen, Thomas Rasmussen og Martin Birn vandt Farum BK 16 ud af 33 kampe, og blev kun overgået af F.C. København og Brøndby IF i tabellen.

### FC Nordsjælland bliver stiftet
I sommeren 2003 skiftede klubben navn til FC Nordsjælland. Målet var at blive et regionalt storhold for hele Nordsjælland. Den første sæson var vanskelig for FCN, der endte på en niendeplads i 2003/2004 sæsonen. Christian Andersen blev fyret og Johnny Petersen sat ind på posten som cheftræner. Det lykkedes lige akkurat Johnny Petersen og FCN at undgå nedrykning i 2004/2005 sæsonen. I den efterfølgende sæson fik Johnny Petersen sammensat et ungt mandskab, der opnåede en placering som nr. 6 i SAS-ligaen. På holdet spillede profiler som Mads Junker, Anders Due, Michael Ribers og Richter brødrene. Førstnævnte scorede 15 mål i efterårssæsonen. Scoringssnittet sikrede ham efterfølgende en kontrakt med hollandske Vitesse.

### FC Nordsjælland ansætter Morten Wieghorst
På trods af en relativ succesfuld sæson fik Johnny Petersen ikke forlænget sin kontrakt i sommeren 2006. Han blev afløst af den hidtidige assistenttræner, Morten Wieghorst. Morten Wieghorst fik stor succes i sin første sæson. Med indkøb af angrebsprofilen Morten Nordstrand fra Lyngby BK havde FCN fundet afløseren for Mads Junker. Den nye angrebsprofil scorede 18 mål i sin første sæson. Andre profiler i sæsonen var Danny Olsen, Michael Ribers og Thomas Andreasen. FCN blev i 2006/07 sæsonen den mest scorende klub i SAS-ligaen med 67 mål. I sæsonen 2007/08 spillede FCN en mere anonym rolle i SAS-Ligaen. Klubben kom aldrig i nedrykningsfare, men måtte nøjes med en placering som nummer ni i SAS-Ligaen (ni point efter OB). I sæsonen 2008/2009 fik FC Nordsjælland tildelt Fair Play prisen. Holdet kom derved med i UEFA Cuppen, hvor man i kvalifikationsrunderne slog TVMK Tallinn og skotske Queen of the South F.C.. I turneringens første egentlige runde mødte man Olympiakos, der samlet vandt 7-0 over FCN.

### Dobbelttriumf i Pokalturneringen
I 2010 og 2011 vandt FCN pokalturneringen. Begge gange blev FC Midtjylland slået i finalen i Parken. I 2010 vandt FCN på mål af Nicolai Stokholm og Bajram Fetai i tillægstiden. Årets efter var svenske Rawez Lawan målscoreren, da han med to scoringer havde en vigtig fod med i sejren på 3-2. 2011 finalens matchvinder var dog klubmanden, Søren Christensen, der med scoringen til 3-2, kort før tid, bragte FCN på vinderkurs. Pokalsejren i 2011 markerede også slutningen på Cheftræner Morten Wieghorst tid i klubben. Morten Wieghorst tog over fra Keld Bordinggaard som U/21 landsholdstræner og blev erstattet af FCNs 1st. Team Coach, Kasper Hjulmand. De to pokalsejre gav FCN adgang til europæisk fodbold. I både 2010 og 2011 blev Sporting Lissabon endestation for FCN, der måtte se sig slået af det portugisiske storhold i tre ud af fire kampe.

### FC Nordsjælland vinder mesterskabet
Kasper Hjulmand fik en vanskelig start på 2011/12 sæsonen, hvor det kun blev til 1 point i de tre første kampe. I fjerde runde fik FCN sæsonens første sejr og derefter kiggede holdet sig ikke tilbage. Et flot efterår, der bl.a. bød på en imponerende 3-1 sejr over FCK i Parken var med til at sikre FCN en flot 2.plads ved vinterpausen. I foråret indhentede FCN i en hektisk slutspurt F.C. København efter 22 point i de sidste otte kampe. I den sidste kamp i et udsolgt Farum Park sikrede FCN mesterskabet med en 3-0 sejr over AC Horsens. Mikkel Beckmann, Andreas Laudrup og Andreas Bjelland scorede for FCN. Holdet var dermed kvalificeret direkte til gruppespillet i Champions League.
I Champions League gruppespillet kom FCN i 2012/13 i en pulje med de forsvarende Champions League mestre fra Chelsea, de italienske mestre Juventus og ukrainske Shakhtar Donetsk. FCN fik 1 point i gruppespillet, da holdet spillede 1-1 mod Juventus i Parken. Mikkel Beckmann blev helten for hjemmeholdet, da han med en frisparkscoring bragte FCN foran 1-0. Mirko Vucinic udlignede for Juventus til resultatet 1-1. I den sidste gruppespilskamp mod Shakhtar Donetsk kom en kontroversiel kendelse til at præge kampen. FCN var foran 1-0 på mål af Morten Nordstrand, da Luiz Adriano valgte at sparke en tilbagelægning til Jesper Hansen i målet til 1-1. UEFA idømte efterfølgende Luiz Adriano 1 spilledags karantæne for usportslig optræden.

### FC Nordsjælland satser på talentudvikling
FC Nordsjælland spiller 4-3-3-systemet og er kendt som et hold, der satser på talentudvikling og offensiv fodbold. Klubbens motto er: Altid mod målet.
FCN har U/17 og U/19 Ligahold, der spiller i landets bedste ungdomsrækker. FC Nordsjælland fik i 2009 tildelt A+ licens af DBU og er således blandt Danmarks førende talentudviklingsklubber. Et vigtig fundament for FCNs udviklingsstrategi er det store klubnetværk med 66 samarbejdsklubber (Fodbold Samarbejde Nordsjælland), der har som erklæret mål at løfte talentudviklingen i regionen. Siden august 2011 har FCN haft et talentakademi, "Bogen og Bolden", i samarbejde med Bagsværd Kostskole.
Klubben har gennem tiden solgt en række profiler som Mads Junker, Nicki Bille Nielsen, Tobias Mikkelsen, Andreas Bjelland og Enoch Kofi Adu til europæiske klubber.

## Titler
Liga:
- Danmarksmesterskabet (1) : 2012

2. Plads 2012/13
3. Plads 2017/18
1.div 2001-02
La Manga Cup 2012
Pokalturnering
- Pokalvinder (2) : 2010 og 2011

## Nuværende spillertrup
Oversigten er opdateret til og med 19. mars 2025.| Nr. | Land            | Position | Spiller            |
| --- | --------------- | -------- | ------------------ |
| 2   | Danmark         | FO       | Peter Ankersen     |
| 3   | Danmark         | FO       | Tobias Salquist    |
| 4   | Danmark         | FO       | Kian Hansen        |
| 8   | Elfenbenskysten | MI       | Mario Dorgeles     |
| 10  | Sverige         | AN       | Benjamin Nygren    |
| 11  | Norge           | AN       | Gustav Wikheim     |
| 12  | Frankrig        | MI       | Rocco Ascone       |
| 13  | Danmark         | MM       | Andreas Hansen     |
| 14  | Norge           | AN       | Sindre Walle Egeli |
| 15  | Danmark         | FO       | Erik Marxen        |
| 16  | Danmark         | MI       | Mark Brink         |
| 17  | Mali            | AN       | Levy Nene          |
| 18  | Danmark         | MI       | Justin Janssen     |
| 20  | Ghana           | MI       | Araphat Mohammed   |

| Nr. | Land            | Position | Spiller              |
| --- | --------------- | -------- | -------------------- |
| 21  | Danmark         | MI       | Zidan Sertdemir      |
| 22  | Ghana           | AN       | Prince Amoako Junior |
| 24  | Danmark         | FO       | Lucas Høgsberg       |
| 25  | Finland         | AN       | Juho Lähteenmäki     |
| 27  | Elfenbenskysten | MI       | Diallo Sanoussi      |
| 29  | Danmark         | MI       | Villum Berthelsen    |
| 30  | Ghana           | FO       | Issaka Seidu         |
| 31  | USA             | MM       | Duran Ferree         |
| 32  | USA             | AN       | Milan Iloski         |
| 34  | Ghana           | FO       | Stephen Acquah       |
| 36  | Ghana           | MI       | Caleb Yirenkyi       |
| 38  | Danmark         | MM       | William Lykke        |
| 45  | Danmark         | FO       | Noah Markmann        |

### Udlejede spillere
| Nr. | Land | Position | Spiller |
| --- | ---- | -------- | ------- |

| Nr. | Land | Position | Spiller}     |
| --- | ---- | -------- | ------------ |
| 31  | USA  | MM       | Duran Ferree |

## Tidligere spillere
Notable personer
- Nigel Bertrams, Mads Aaquist, Nicklas Strunck Jakobsen, Andreas Skov Olsen, Mads Valentin Pedersen, Victor Nelsson, Karlo Bartolec, Viktor Tranberg, Emil Damgaard, Jakob Johansson, Andreas Skovgaard, Nikolaj Baden Frederiksen, Marcus Ingvartsen, Mathias Jensen, Anders Due, Henrik Eggerts, Thomas Andreasen, Carsten Fredgaard, Mads Junker, Thomas Rasmussen, Heath Pearce, Simon Richter, Jonathan Richter, Martin Bernburg, Andreas Dahl, Thomas Kristensen, Kim Christensen, Nicklas Pedersen, Morten Karlsen, Francis Dickoh, Yoshikatsu Kawaguchi, Joseph Kamwendo, Michael Ribers, Martin Birn, Stephan Petersen, Bajram Fetai, Mikkel Beckmann, Andreas Bjelland, Michael Parkhurst, Nicki Bille Nielsen, Tobias Mikkelsen, Enoch Kofi Adu, Rawez Lawan

## Tilskuerstatistik på hjemmebane
| 2023/2024: 5318  |
| 2022/2023: 5776  |
| 2021/2022: 3398  |
| 2018/2019: 3.501 |
| 2017/2018: 3.867 |
| 2016/2017: 2.981 |
| 2015/2016: 3.726 |
| 2014/2015: 4.084 |
| 2013/2014: 5.172 |
| 2012/2013: 5.827 |
| 2011/2012: 5.801 |
| 2010/2011: 4.470 |
| 2009/2010: 4.636 |
| 2008/2009: 4.020 |
| 2007/2008: 4.197 |
| 2006/2007: 3.859 |
| 2005/2006: 3.504 |
| 2004/2005: 2.968 |
| 2003/2004: 2.962 |
| 2002/2003: 3.355 |

## Stadion
FC Nordsjælland spiller deres hjemmekampe i Right to Dream Park, tidligere blot kaldt Farum Park. Stadionet skiftede navn i 2016 som efterfølge af det nye samarbejde mellem FC Nordsjælland og Right To Dream Akademiet. Stadionet har plads til 10.300 tilskuere. Tilskuertals rekorden er på 10.300 mod AC Horsens til den sidste kamp i sæsonen 2011/12.'
Right to Dream Park blev bygget i 1999 som del af de høje ambitioner i det daværende Farum Boldklub og I 2012 anlagde FC Nordsjælland kunstgræs som den første i Superligaen. Right to Dream Park har også lagt græs til det danske U/21 landshold.

## Europæisk deltagelse
| Sæson   | Runde      | Modstander           | Hjemme | Ude | Samlet  | Kommentar                                             |
| ------- | ---------- | -------------------- | ------ | --- | ------- | ----------------------------------------------------- |
| 2003-04 | Kvalifik.  | FC Shirak            | 4-0    | 2-0 | 6-0     | -                                                     |
| 2003-04 | 1. runde   | Panionios NFC        | 0-1    | 1-2 | 1-3     | -                                                     |
| 2008-09 | 1. kvalif. | TVMK Tallinn         | 5-0    | 3-0 | 8-0     | -                                                     |
| 2008-09 | 2. kvalif. | Queen of the South   | 2-1    | 2-1 | 4-2     | -                                                     |
| 2008-09 | 1. runde   | Olympiakos F.C.      | 0-2    | 0-5 | 0-7     | -                                                     |
| 2010-11 | 3. kvalif. | Sporting Lissabon    | 0-1    | 1-2 | 1-3     | -                                                     |
| 2011-12 | Playoff    | Sporting Lissabon    | 0-0    | 1-2 | 1-2     | -                                                     |
| 2013-14 | Playoff    | IF Elfsborg          | 0-1    | 1-1 | 1-2     | Indgik i Europa League kval. efter nederlag til Zenit |
| 2018-19 | 1. kvalif. | Cliftonville         | 2-1    | 1-0 | 3-1     | -                                                     |
| 2018-19 | 2. kvalif. | AIK                  | 1-0    | 1-0 | 2-0     | -                                                     |
| 2018-19 | 3. kvalif. | Partizan             | 1-2    | 2-3 | 3-5     | -                                                     |
| 2018-19 |            |                      |        |     |         |                                                       |
|         |            |                      |        |     |         |                                                       |
| Sæson   | Runde      | Modstander           | Hjemme | Ude | Samlet  | Kommentar                                             |
| 2012-13 | Group      | Chelsea              | 0-4    | 1-6 | 0 Point | Blev spillet i Parken                                 |
| 2012-13 | Group      | Juventus             | 1-1    | 0-4 | 1 Point | Blev spillet i Parken                                 |
| 2012-13 | Group      | Shakhtar Donetsk     | 2-5    | 0-2 | 0 Point | Blev spillet i Parken                                 |
| 2013-14 | 3. Kvalif. | Zenit                | 0-1    | 0-5 | 0-6     |                                                       |
| 2023-24 | 3. Kvalif. | 🇹🇩FCSB               | 2-0    | 0-0 | 2-0     | Spillet i Right to Dream Park                         |
| -       | Play-Off   | 🇷🇸Partizan Belgrade  | 5-0    | 0-1 | 6-0     | Spillet i Right to Dream Park                         |
| -       | Gruppespil | 🇹🇷Fenerbach          | 6-1    | 3-1 | 7-4     | Spillet i Right to Dream Park                         |
| -       | -          | 🇧🇬Ludogorest Razgrad | 7-1    | 1-0 | 7-2     | Spillet i Right to Dream Park                         |
| -       | -          | 🇸🇰Spartak Trnava     | 1-1    | 0-2 | 3-1     | Spillet i Right to Dream Park                         |

## Fodbold Samarbejde Nordsjælland
Fodbold Samarbejde Nordsjælland (FSN) er et klubnetværk med FC Nordsjælland som initiativtager. FSN netværket har til formål at løfte talentudvikling i regionen og give unge fodboldspillere oplevelser og adgang til Superligafodbold i Farum Park. FC Nordsjælland tilbyder trænerkurser for træner/ledere i samarbejdsklubber, ligesom der afholdes FSN stævner i Farum Park, forkampe og talenttræninger. FSN er et vigtigt rekrutteringsgrundlag for FCN, der arbejder med at udvikle de mest træningsparate talenter i Nordsjælland. Flere af FC Nordsjællands samarbejdsklubber har seniorhold på et højt niveau og en del af samarbejdet går også ud på at de bedst placerede netværksklubber kan fungere som alternativ for de spillere, der ikke får kontrakt i FCN.
Oversigt sidst opdateret d. 4 juli 2024.
| Allerød FK Bagsværd Boldklub Ballerup Fodbold Club Lundegården Blovstrød IF Fodbold FC Jonstrup FIF Hillerød Frederikssund IK Furesø Bold Akademi Græsted IF Gundsølille SG&IF Gørløse Skytte- & Idrætsforening Hareskov IF Hillerød Fodbold Idrætsefterskolen Klintsøgaard IS Skævinge Fodbold Kirke Værløse Idrætsforening Kongevængets Boldklub - Hillerød Ledøje-Smørum Fodbold Lynge-Uggeløse Idrætsforening Rønne Idrætsklub Slagslunde-Ganløse IF Slangerup & Omegn IF St. Lyngby IF Værløse Boldklub Ålholm IF – Hillerød |
| --- |